# Anthenoides cristatus
Anthenoides cristatus är en sjöstjärneart som först beskrevs av Percy Sladen 1889.  Anthenoides cristatus ingår i släktet Anthenoides och familjen ledsjöstjärnor. Inga underarter finns listade i Catalogue of Life.